# 拓跋題
拓跋題（?—397年11月26日），追尊魏神元帝拓跋力微玄孙，上谷公拓跋紇羅之子，北魏宗室。

## 生平
拓跋題年輕時以雄健威武聞名，获賜爵位為襄城公。跟隨道武帝拓跋珪征伐中山，受詔令攻下各郡，安撫慰勞收復的城池，都安於教化樂於本業。皇始二年五月甲寅（397年6月28日），拓跋题进封为襄城王。皇始二年十月乙酉（397年11月26日），在義台攻打慕容麟時，拓跋題中流箭而死。皇帝以為太醫令陰光治病沒竭盡醫術，依法處死陰光。拓跋題死後，其子拓跋悉繼承爵位，降爵位為襄城公。